# Juan Gabriel Patiño
Juan Gabriel Patiño ( Pirayú, Paraguai 29 de novembro de 1989) é um futebolista paraguaio. Joga na defesa e sua atual equipe é o Jaguares de Chiapas da Primera División de México.

## Jaguares de Chiapas
Em 20 de junho de 2016 confirmou-se sua vinculação aos Jaguares de Chiapas.

## Selecção nacional
Tem sido convocado para a Seleção Paraguaia de Futebol numa ocasião. Fez sua estreia em 5 de setembro de 2015 num partida amistoso contra a Chile

## Clubes
| Clube               | País     | Ano             |
| ------------------- | -------- | --------------- |
| Guaraní             | Paraguai | 2010 - 2016     |
| Jaguares de Chiapas | México   | 2016 - Presente |

### Estatísticas
| Clube                        | Temporada             | Une | Une | CopaNacional | CopaNacional | CopaInternacional | CopaInternacional | Total | Total |
| Clube                        | Temporada             | PJ  | G   | PJ           | G            | PJ                | G                 | PJ    | G     |
| ---------------------------- | --------------------- | --- | --- | ------------ | ------------ | ----------------- | ----------------- | ----- | ----- |
| Guaraní · Paraguai           |                       |     |     |              |              |                   |                   |       |       |
| 2010                         | 3                     | 0   | -   | -            | -            | -                 | 3                 | 0     |       |
| 2011                         | 17                    | 2   | -   | -            | -            | -                 | 17                | 2     |       |
| 2012                         | 0                     | 0   | -   | -            | 0            | 0                 | 0                 | 0     |       |
| 2013                         | 6                     | 0   | -   | -            | 0            | 0                 | 6                 | 0     |       |
| 2014                         | 10                    | 0   | -   | -            | 0            | 0                 | 10                | 0     |       |
| 2015                         | 27                    | 4   | -   | -            | 6            | 0                 | 27                | 4     |       |
| 2016                         | 21                    | 2   | -   | -            | 2            | 0                 | 23                | 2     |       |
| Total                        | 84                    | 8   | 0   | 0            | 8            | 0                 | 92                | 8     |       |
| Jaguares de Chiapas · México |                       |     |     |              |              |                   |                   |       |       |
| A-2016                       | 8                     | 0   | 3   | 0            | -            | -                 | 11                | 0     |       |
| Total                        | 8                     | 0   | 3   | 0            | 0            | 0                 | 11                | 0     |       |
| Total em sua carreira        | Total em sua carreira | 90  | 8   | 2            | 0            | 8                 | 0                 | 100   | 8     |

## Títulos

### Campeonatos nacionais
| Título           | Clube   | País     | Ano  |
| ---------------- | ------- | -------- | ---- |
| Torneio Abertura | Guaraní | Paraguai | 2010 |